# Portret van Alida Christina Assink
Portret van Alida Christina Assink is een olieverfschilderij van de Nederlandse kunstschilder Jan Adam Kruseman uit 1833, 206 x 149 centimeter groot. Het werk bevindt zich in de collectie van het Rijksmuseum in Amsterdam.

## Achtergrond
Jan Adam Kruseman (1804-1862) was in de 19e eeuw een bekend portretschilder in Amsterdam. Naast schilder was hij vanaf 1830 directeur van de Koninklijke Akademie van Beeldende Kunsten, een voorloper van de Rijksacademie. Hij schilderde in 1833 voor Govert Verhamme jr. het portret van de 23-jarige Alida Christina Assink (1810-1886). Zij is gekleed naar de mode van die tijd, met kleding die haar schouders breed en haar taille smal laten lijken. Assink trouwde in 1839 met de advocaat mr. Hendrik Provó Kluit (1803-1860), heer van Rijnsaterwoude, die onder meer Tweede Kamerlid en burgemeester van Amsterdam werd. Kruseman maakte in 1844 nog een portret van Assinks moeder, de weduwe Giertje Assink-van Haften.
Het portret van A.C. Assink werd onder meer getoond tijdens een tentoonstelling rond Krusemans werk in paleis Het Loo (2002-2003). Asnate Bockis en Rogier Arents wonnen in 2014 de Rijksstudio Award voor de make-uplijn Rijks Muse, die is gebaseerd op een vijftal portretten in het Rijksmuseum, waaronder het portret van Assink.

## Beschrijving
Het schilderij toont juffrouw Assink ten voeten uit, zittend op een terras voor een balustrade. Zij is gekleed in een wijnrode japon met pofmouwen en een ceintuur met gouden gesp, daarover een witte kanten overblouse met kraag. Een okerkleurige kasjmier sjaal hangt vanaf de sokkel achter haar lichaam langs over de linkerarm. Ze houdt in haar hand en opengeslagen boekje met goud op snee. Als sieraden draagt ze een gouden broche, oorhangers en halsketting. Haar donkere haar is opgemaakt met zwart strikken en toefjes krullen. Aan de leuning van stoel hangt een strohoed met blauwgroene voile. Rechts op het tafereel staat een zuil, links een sokkel met een gedecoreerde tuinvaas met wijnranken. Voor de sokkel staat een jachthond, die zijn hoofd naar Alida Assink opheft. 
Het portret is op de sokkel links gesigneerd met J.A. Kruseman.f:1833. 

## Details

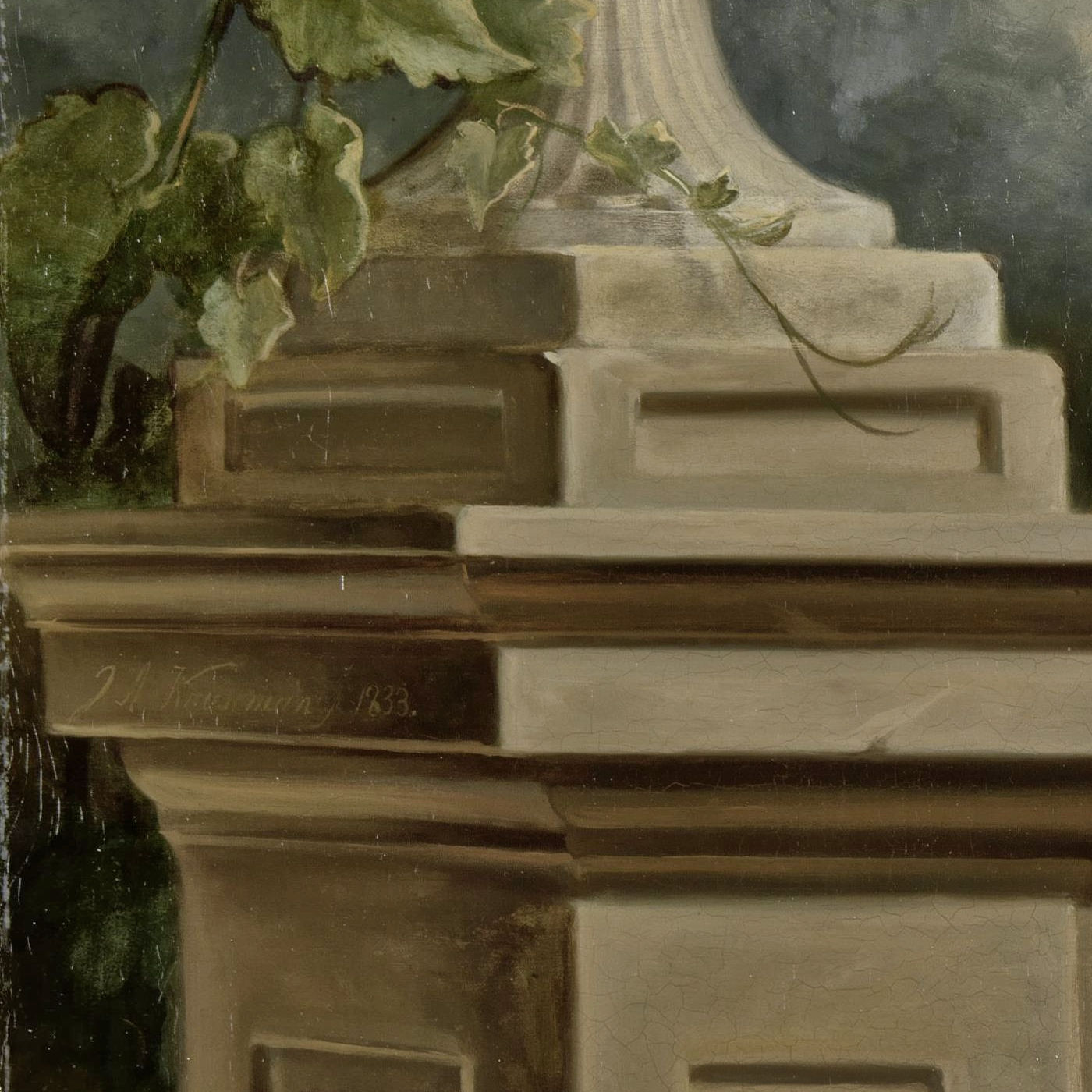
signatuur
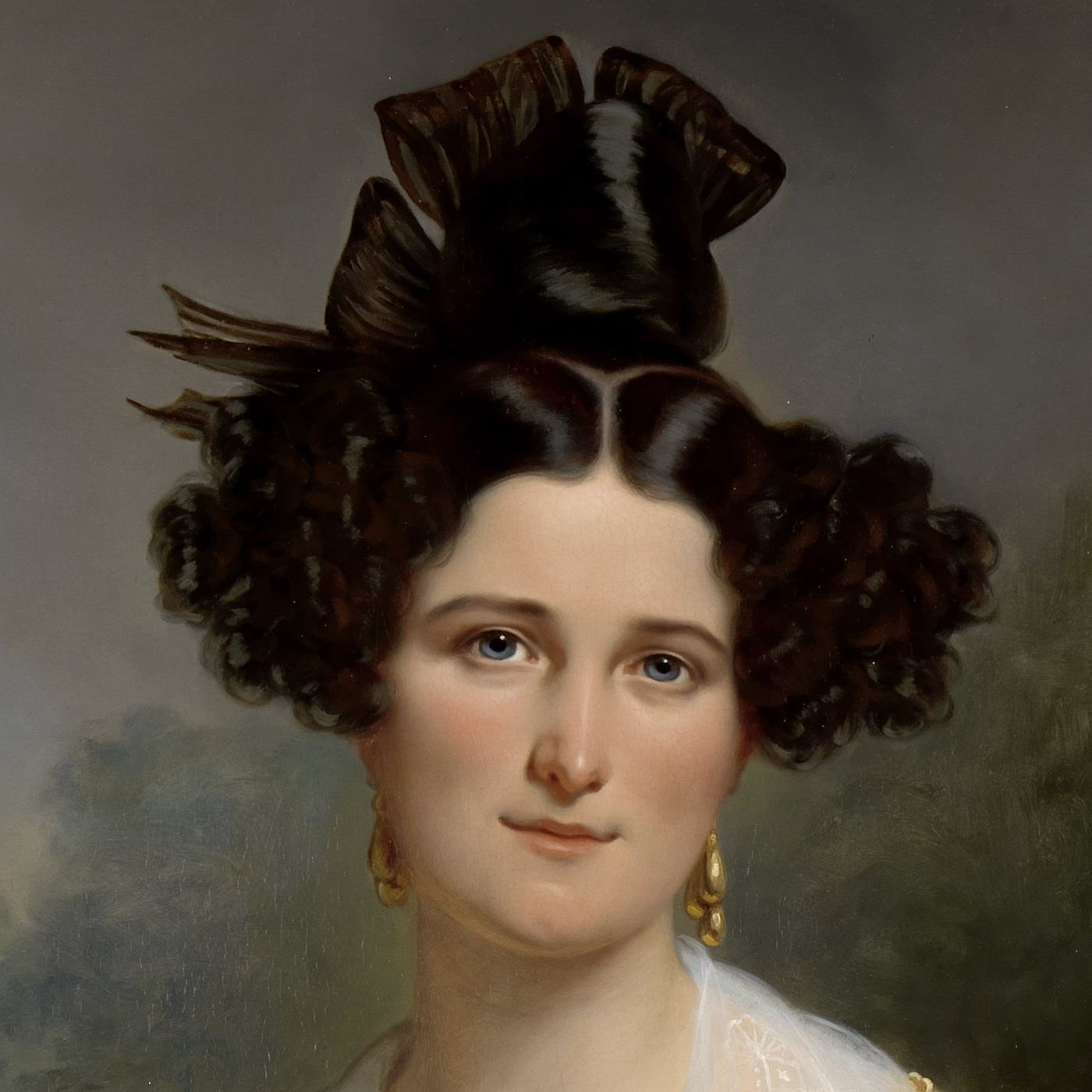
detail portret
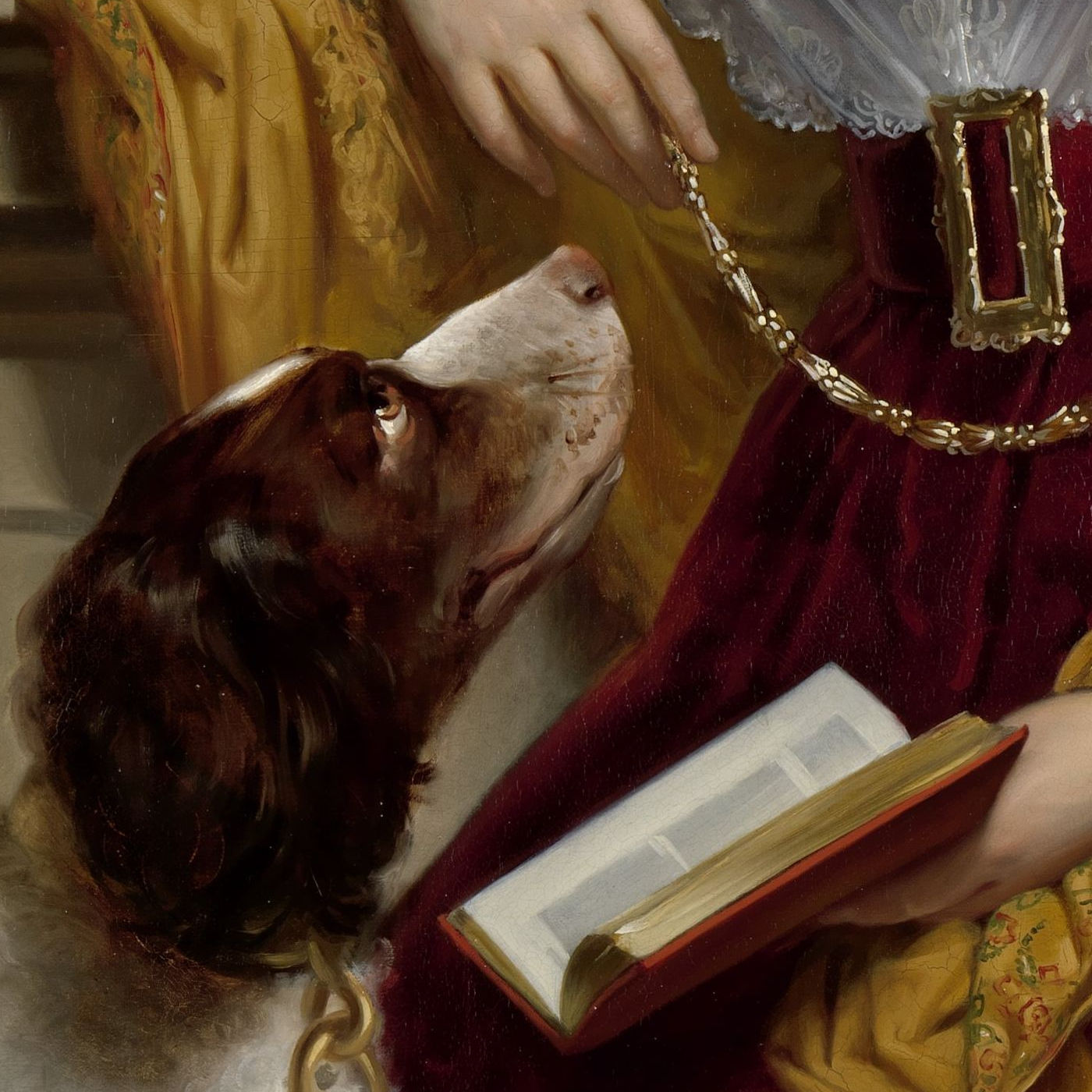
detail hond en boek

## Provenance
Kruseman hield aantekeningen van zijn werk bij, daarin wordt melding gemaakt van het portret van mejuffrouw Assink ten behoeve van "Den WelEd Heer G. Verhamme Jr.", die er 700 gulden voor betaalde plus 116,60 voor de lijst. Het werk werd in 1920 door mevrouw Vogel-Domis, een kleindochter van de geportretteerde, aan Museum Fodor geschonken. Het kwam vervolgens in handen van het Amsterdams Historisch Museum en werd in 1999 in bruikleen gegeven aan het Rijksmuseum.